# Izvor Duboka Ljuta
Izvor Duboka Ljuta este o arie protejată (sit de importanță comunitară — SCI) din Croația întinsă pe o suprafață de 0,78 ha, integral pe uscat.

## Localizare
Centrul sitului Izvor Duboka Ljuta este situat la coordonatele 42°36′00″N 18°13′53″E / 42.600061°N 18.231345°E.

## Înființare
Situl Izvor Duboka Ljuta a fost declarat sit de importanță comunitară în iulie 2013 pentru a proteja un număr necunoscut de specii din flora spontană și fauna sălbatică aflate în arealul zonei.

## Biodiversitate
Situată în ecoregiunea mediteraneană, aria protejată conține 1 habitat natural: Peșteri inaccesibile publicului.
La baza desemnării sitului se află un număr nedeclarat de specii protejate.